# Jet Pilot
«Jet Pilot» —en español: «Piloto de Jet»— es la cuarta canción del segundo disco de estudio de System of a Down, Toxicity. Es una canción que nadie sabe realmente el significado detrás, ni Serj Tankian, tal vez. Siguiendo la ascendencia armenia de la banda, la canción podría hablar sobre uno o una serie de ataques de Carpet Bombing en Armenia, como en el primer verso: The skies right before, Right before they went grey.
Pero, como muchas canciones de System Of A Down, nadie de la banda explicó el significado de la misma, ya que sus letras están "abiertas a interpretación". Además, algunos fanáticos especulan que la canción habla del bombardeo de Stepanakert, un bombardeo en Armenia.

## Letras
La canción trata sobre el bombardeo de Stepanakert en la guerra de Nagorno-Karabaj en Armenia. "El caballo" es una metáfora del avión de combate "Wired were the eyes of the horse on the jet pilot" se refiere a la pantalla frontal proyectada en las viseras de los cascos de muchos aviones de combate.
Además, el coro podría referirse al crecimiento constante de la tecnología y la constante necesidad del hombre de ir más rápido y cosas más grandes. En unas pocas décadas, pasamos de montar a caballo a trenes de vapor, pasando por el automóvil de 8 CV de Henry Ford a volar.
"El caballo" es una metáfora de la rapidez con la que reemplazamos las cosas para poder hacerlo. "El caballo" fue el medio principal de viaje durante miles de años hasta que un día fue solo una ocurrencia tardía. Quizás Serj esté diciendo sobre la facilidad con la que también podríamos ser reemplazados.

## Personal
- Serj Tankian: Voz principal y teclado electrónico
- Daron Malakian: Voz secundaria y guitarra
- Shavo Odadjian: bajo
- John Dolmayan: batería y percusiones